# Lambda
Il lambda (Λ, λ) o labda, secondo il nome in greco antico, è l'undicesima lettera dell'alfabeto greco, e si traslittera con la lettera l (elle) italiana. È, col rho, una consonante liquida. Nel sistema di numerazione dei greci d'età ellenistica, era il segno usato per il numero 30 (con un trattino in alto a destra; con un trattino in basso a sinistra, rappresentava invece il numero 30 000).
La lettera lambda deriva dalla lettera fenicia lamedh , ruotata su sé stessa (nelle iscrizioni antiche sono attestati vari gradi di rotazione). Dal lambda greco si evolvono poi la lettera latina L e la lettera cirillica Л.
Il nome di questa lettera ha subìto un'evoluzione interessante: la forma attestata in origine è λάβδα (lábda), cui si aggiunse l'epentesi d'un mi, λάμβδα (lámbda), creando il nome oggi più noto. In séguito, quando il beta e il delta si spirantizzarono rispettivamente in /β/ e /ð/, il beta cadde, lasciando il nome com'è oggi in greco moderno: λάμδα (lámda).

## Gli usi

### In fonetica
- [ʎ] (simile alla lettera, ma con diversa codifica Unicode) è il simbolo usato nell'alfabeto fonetico internazionale per indicare una consonante laterale palatale (come nell'italiano gli [*ʎi]).

### In matematica
- Il λ è usato spesso nell'algebra lineare per indicare gli autovalori.
- Il lambda-calcolo è un sistema di riscrittura matematico.
- λ, nel calcolo delle probabilità, è un parametro della distribuzione di Poisson.

### In fisica
Il simbolo del lambda minuscolo, λ, rappresenta:
- la lunghezza d'onda;
- l'isolamento termico;
- la costante di decadimento radioattivo;
- il coefficiente di dilatazione termica lineare;
- il valore della snellezza nei solidi sottoposti a carico di punta;
- in termodinamica indica il calore latente;
- in fisica nucleare, è il simbolo usato per indicare la costante di dimezzamento, caratteristica di una data specie nucleare.

Il lambda maiuscolo, Λ, indica:
- la costante cosmologica;
- la permeanza.

### In ingegneria strutturale
- Il λ minuscolo indica il rapporto di snellezza di un'asta soggetta a compressione.

### In informatica
- Una funzione anonima viene anche chiamata funzione lambda.

### Varie
- Il lambda era anche usato dagli antichi spartani come iniziale di Lacedèmoni, antico nome del popolo, che la tracciavano sugli scudi degli opliti della falange.
- Il lambda è usato come logo del videogioco Half-Life.
- In cartografia e in navigazione il simbolo lambda indica la longitudine.
- Il lambda è usato come simbolo nel nome dei due dj e produttori Axwell e Sebastian Ingrosso.
- Nelle operazioni militari della NATO il gallone chevron (simbolo araldico rappresentato quale "Λ", ovvero lambda maiuscola) è dipinto sui veicoli militari per identificarli quali appartenenti alla coalizione alleata.
- In passato era inoltre usato per indicare il microlitro.